# 心動隔扇窗2：飄洋過海
《心動隔扇窗2：飄洋過海》（西班牙語：A través del mar）是2023年Netflix原創西班牙青春愛情電影，為2022年電影《心動隔扇窗》的續集。本電影改編自委內瑞拉女作家阿里安娜·戈多伊在Wattpad發佈的同名系列小說作品，由馬薩爾·弗雷斯（Marçal Forés）執導、戈多伊擔任編劇。主演陣容包括胡立歐·佩納、克拉拉·加列和吉勒摩·拉舍拉斯等人。
電影於2023年6月23日在Netflix全球同步上映。

## 劇情
大學後的蕾凱兒和阿瑞斯開啟了異地戀，兩人滿心期待重新相逢的日子到來。阿瑞斯趁放暑假回國，載著蕾凱兒到他家的濱海別墅準備過聖胡安節。克勞蒂亞不想再做阿提米斯的地下情人，她要求阿提米斯向大家公開他們的戀情。薇拉和奎格里的出現讓阿瑞斯和蕾凱兒的感情面臨多重考驗。
安娜積極追求尤西，但尤西心裡仍只有蕾凱兒，她要尤西別再為了蕾凱兒錯過更好的對象。克勞蒂亞受夠軟弱的阿提米斯，她主動向他提出分手。尤西在去燈塔找安娜的路上出車禍摔下懸崖，在阿瑞斯急救後仍無法挽回他的性命。尤西的死成為壓垮蕾凱兒和阿瑞斯的最後一根稻草。暑假後，阿瑞斯回到斯德哥爾摩上學，蕾凱兒的小說獲得出版社的青睞，將替她出版第一部小說作品。

## 演員及角色
| 演員                              | 角色                                         | 描述                                                                                     |
| --------------------------------- | -------------------------------------------- | ---------------------------------------------------------------------------------------- |
| 胡立歐·佩納                       | 阿瑞斯·希達爾格 Ares Hidalgo                 | 希達爾格家族二少爺。在斯德哥爾摩攻讀醫學院，但發現自己不適合。                           |
| 克拉拉·加列                       | 蕾凱兒·門多薩 Raquel Mendoza                 | 希達爾格家的鄰居。文學生，寫了一部小說卻未打算交稿給出版社。                             |
| 吉勒摩·拉舍拉斯                   | 約書亞·「尤西」·加西亞 Yoshua "Yoshi" García | 蕾凱兒的好友，暗戀蕾凱兒。以經紀人的名義把蕾凱兒寫好的小說提交給出版社，讓她有機會出書。 |
| 艾瑞克·馬希普                     | 阿提米斯·希達爾格 Artemis Hidalgo            | 希達爾格家族大少爺，阿法三公司繼承人，與克勞蒂亞有私情。                                 |
| 娜塔莉亞·阿札哈拉 Natalia Azahara | 丹妮拉·費南德茲 Daniela Fernandez            | 雙性戀，蕾凱兒的好友，阿波羅的女友。                                                     |
| 雨果·阿博伊斯                     | 阿波羅·希達爾格 Apolo Hidalgo                | 希達爾格家族三少爺，對酒精過敏，喜歡丹妮拉。                                             |
| 艾蜜莉亞·拉佐 Emilia Lazo         | 克勞蒂亞 Claudia                             | 希達爾格家的女管家，與阿提米斯有私情。                                                   |
| 安潔雅·查帕羅 Andrea Chaparro     | 薇拉 Vera Herrando                           | 阿瑞斯的大學同學，知道阿瑞斯有女友仍想追求他。                                           |
| 瑞秋·拉斯卡 Rachel Lascar         | 蘇菲亞·希達爾格 Sofía Hidalgo                | 希達爾格家的女主人，三兄弟的母親。                                                       |
| 佩拉·卡斯楚                       | 羅莎·瑪麗亞 Rosa María                       | 蕾凱兒的母親。                                                                           |
| 艾勃·佛克                         | 胡安·希達爾格 Juan Hidalgo                   | 希達爾格家的男主人，三兄弟的父親。                                                       |
| 伊萬·拉帕杜拉                     | 奎格里·加里多 Gregory Garrido                | 蕾凱兒的大學同學，對她有好感。                                                           |
| 卡拉·圖斯 Carla Tous              | 安娜·加里多 Anna Garrido                     | 奎格里的妹妹，喜歡尤西且討厭蕾凱兒。                                                     |
| 露西·查帕羅 Lucy Chaparro         | 卡蜜拉 Camila                                | 薇拉的母親。                                                                             |

## 製作
2022年2月上映的電影《心動隔扇窗》在國際上取得亮眼的收視成績後，Netflix於該年2月15日確認續訂該系列作品的兩部續集。本系列電影改編自委內瑞拉作家阿里安娜·戈多伊於2016年開始在Wattpad發佈的《希達爾格三部曲》系列小說，按照小說三部曲中的第二部作品《透過你》（A Través De Ti）的內容，本續集應會聚焦在希達爾格大少爺阿提米斯（Artemis）與女管家克勞蒂亞（Claudia）之間的故事。不過，編劇戈多伊表示蕾凱兒（克拉拉·加列飾）和阿瑞斯（胡立歐·佩納飾）仍為續集電影的故事主線，且將會加入新的故事情節，不會完全依照原小說內容改編。
本續集電影於2022年4月確認電影命名為《心動隔扇窗2：飄洋過海》。前集電影的演員陣容克拉拉·加列、胡立歐·佩納、吉勒摩·拉舍拉斯、艾瑞克·馬希普、雨果·阿博伊斯、娜塔莉亞·阿札哈拉（Natalia Azahara）和艾蜜莉亞·拉佐（Emilia Lazo）等人均回歸出演原本的角色。同年4月28日，宣布安潔雅·查帕羅（Andrea Chaparro）、伊萬·拉帕杜拉和卡拉·圖斯（Carla Tous）等演員加入劇組並飾演續集作品中的新角色。

### 拍攝
主體拍攝於2022年4月4日開始至7月結束，取景地點於西班牙加泰隆尼亞自治區。

## 發行
前導預告於2023年5月17日發行。電影正片於2023年6月23日在Netflix全球同步首映。

## 大眾迴響
根据評論匯總网站爛番茄汇总的5篇评论文章，0%的评论家给予该作正面评价，平均打分为3.9分（满分10分）

## 外部連結
- 在Netflix上觀看《心動隔扇窗2：飄洋過海》
- 互联网电影数据库（IMDb）上《心動隔扇窗2：飄洋過海》的资料（英文）
- 爛番茄上《心動隔扇窗2：飄洋過海》的資料（英文）
- Metacritic上《心動隔扇窗2：飄洋過海》的資料（英文）
- 豆瓣电影上《心動隔扇窗2：飄洋過海》的資料 （简体中文）